# Steinkirchen, Bayern
Steinkirchen är en kommun och ort i Landkreis Erding i Regierungsbezirk Oberbayern i förbundslandet Bayern i Tyskland.
Kommunen ingår i förvaltningsgemenskapen Steinkirchen tillsammans med kommunerna Hohenpolding, Inning am Holz och Kirchberg.